# Petonggan
Petonggan is een bestuurslaag in het regentschap Indragiri Hulu van de provincie Riau, Indonesië. Petonggan telt 1478 inwoners (volkstelling 2010).